# Algar do Carvão

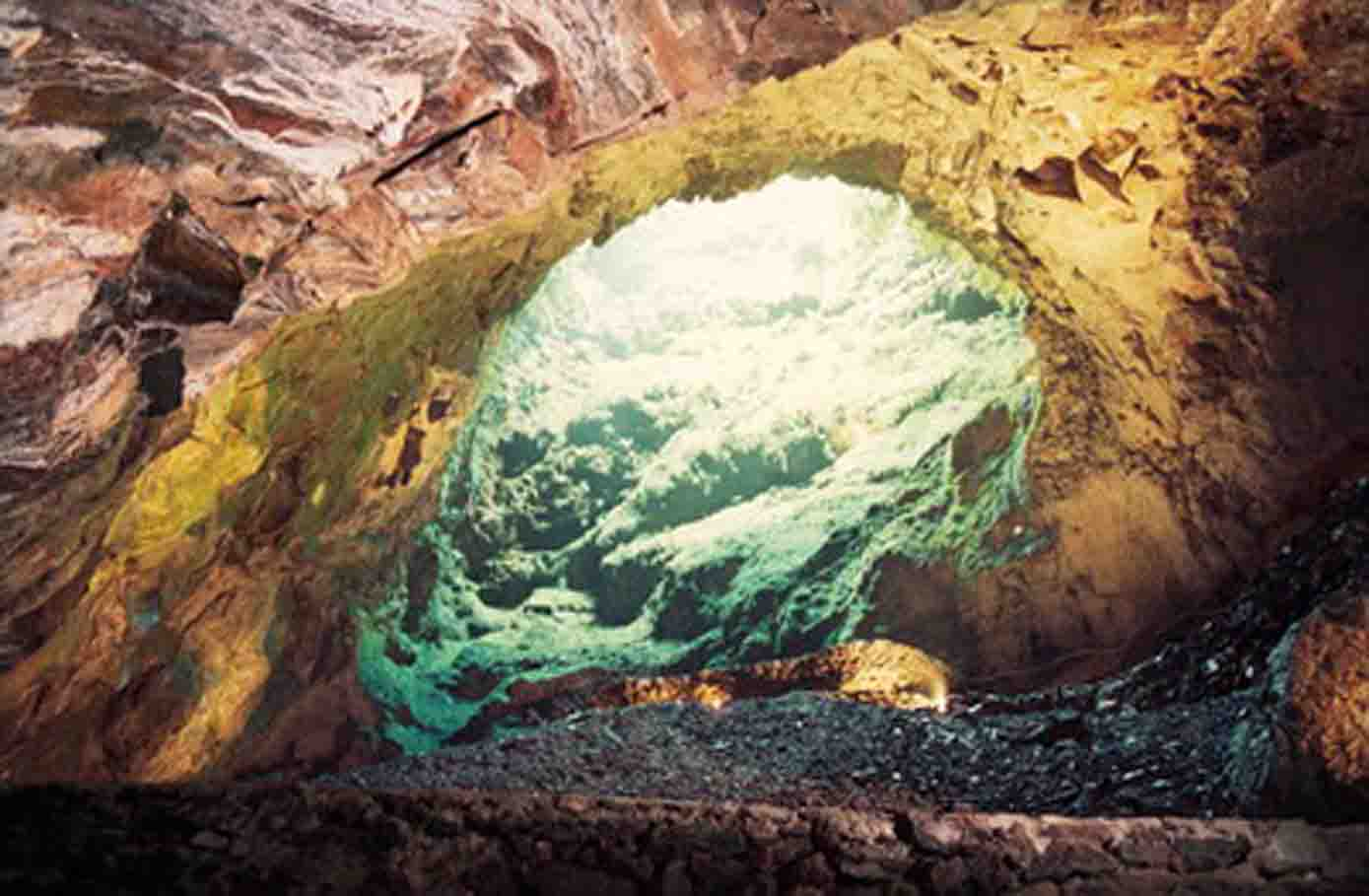
Algar do Carvãos utgång

Algar do Carvão är en forntida lavagång eller vulkanisk utgång belägen i mitten av ön Terceira, som tillhör ögruppen Azorerna. Den ligger inom kommunen Angra do Heroísmo i församlingen Porto Judeu.

## Namnet
Ordet algar, är ett portugisiskt ord som anger en naturlig hålighet i jorden som, olikt de flesta grottor och hålor, är vertikal i sin orientering, likt en brunn. Portugisiska ordet kommer från det arabiska ordet al-Gar, som betyder "vecket".  Carvão betyder "kol" på portugisiska, men Algar do Carvão är inte en kolkälla; utan, att kalla denna geologiska formation för "kolhåla" är mer någon som anger dess mörkhet mer än det berget består av.   

## Beskrivning
På ön Terceira finns fyra stora vulkaner (Pico Alto, Santa Bárbara, Guilherme Moniz och Cinco Picos) grupperad längs ett basaltisk sprickbildningsområde som löper genom ön från nordväst till sydost. Algar do Carvão är direkt kopplad till vulkanen Guilherme Moniz caldera, men är en del av samma komplex som Santa Barbara i väster, Pico Alto i norr och Guilherme Moniz, som ligger strax söder om Algar do Carvão.

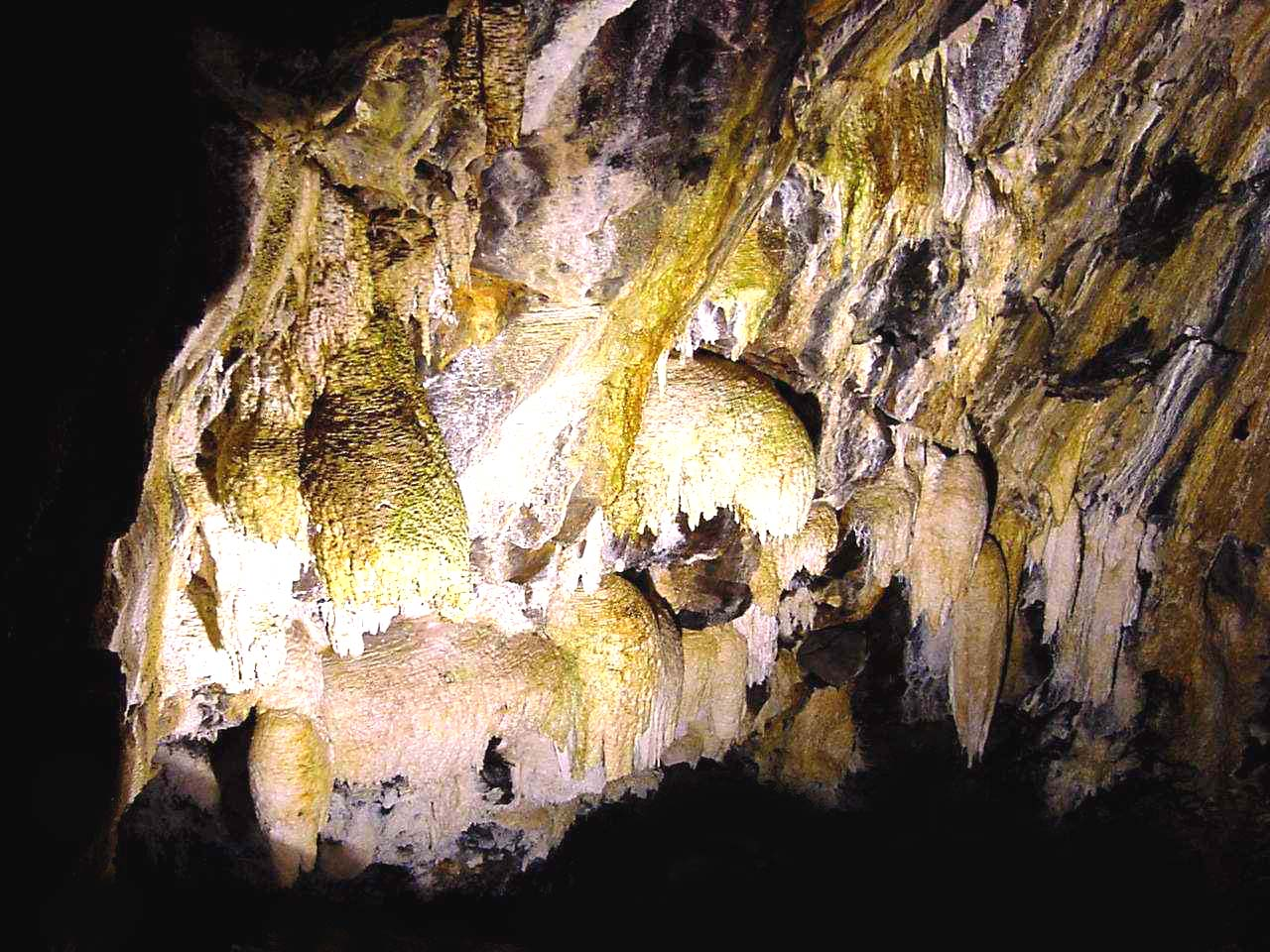
Stalaktiter i Algar do Carvão

Vid Algar do Carvão, som ligger på en höjd av omkring 550 meter över havet, är det möjligt att stiga ned cirka hundra meter ner i jordens inre där det finns en pool med kristallklart vatten. Själva grottan är anmärkningsvärd för den unika mineralogiska kännetecknen i dess stalaktiter av silikat. Platsen, 40,5 hektar stort, har fått status som ett “regionalt naturmonument”. 
Hålighetens existens har varit känd länge, men bristen på ljus i det, och den uppenbara risken med ett vertikalt nedstigande ner i mörkret, fördröjde riktiga utforskningar. Den 26 januari 1983, genomfördes den första nedstigningen, " ... med ett enkelt rep, utfördes det av by Cândido Corvelo and Luis Sequeira." Den andra nedstigningen gjordes 1934, av Didier Couto, som skapade den enkla kartan av insidan. Denna ritning, visade sig, baserad på visuella observatoner (snarare än mätningar), vara ganska exakt. 18 augusti 1963, organiserade en grupp entusiaster en nedstigning med hjälp av en "stol"-plattform upphängd i en nylonlina och senare, en sele. Idag, med moderna portabla ljussystem, är det möjligt att utöka antalet som kan undersöka, de mest avlägsna och smalaste delarna av hålet.
Platsen är öppen dagligen för allmänheten, med undantag för veckoslut och helger, från maj till september, mellan tre och fem på kvällen. Särskilda besök kan arrangeras av "The Mountaineers” (Montanheiros), organisationen som har hand om saker gällande Algar.

## Förslag till världsarv
Algar do Carvão blev 6 november 1996 uppsatt på Portugals lista över förslag till världsarv, den så kallade "tentativa listan".